# Дружинина, Татьяна Николаевна
Татьяна Николаевна Дружинина (18 января 1909, Москва — 21 февраля 1979, Москва) — советский архитектор. Заслуженный архитектор РСФСР, член-корреспондент Академии строительства и архитектуры СССР (1957).

## Биография
Родилась 5 (18) января 1909 года в Москве. В 1931 году окончила Высший архитектурно-строительный институт, где училась у И. А. Голосова и К. С. Мельникова.
После окончания института была направлена на работу в Союзстандартжилстрой, позднее преобразованной в Горстройпроект. Разрабатывала проекты планировки и застройки, занималась расчётами и конструированием, типовым проектированием. Принимала участие в проектировании Сталинска и Магнитогорска. Работала под руководством И. В. Жолтовского, который до войны был главным архитекторов Горстройпроекта.
После начала Великой Отечественной войны была командирована в Нижний Тагил, где занималась строительством временного посёлка для эвакуированных предприятий. Там она в сжатые сроки построила комплекс одноэтажных жилых домов, общежитий, детских учреждений и других. Кроме того, в Нижнем Тагиле по проектам Т. Н. Дружининой были построены здание горкома партии, жилой дом для детей-сирот Великой Отечественной войны и памятник героям Великой Отечественной войны на привокзальной площади.
В 1944 году вернулась в Москве, где продолжила работу в Горстройпроекте. Руководила архитектурной мастерской. Занималась проектированием зданий в Нижнем Тагиле в районе вагоностроительный завода. Также занималась работами по городам Бежица, Усолье-Сибирское, Красноуральск, Первоуральск, Коломна и другим. В 1952—1960 годах разработала типовую серию жилых домов 1-252. После реорганизации Горстройпроекта была переведена в ЦНИИП градостроительства, где работала в мастерской № 1 в ЦНИИП градостроительства. В 1962 году была в командировке в ГДР, где занималась оказанием технической помощи по планировке и застройке городов.
Автор более 50 проектов, среди которых детские учреждения, клубы, Дом химии, Дворец Советов, жилые районы, кварталы и дома, дворец культуры, здание горкома КПСС, техникумы, больницы, генпланы ряда городов. Автор ряда научных трудов.
Член КПСС. Член Союза архитекторов СССР с 1937 года. Член правления Московской организации Союза архитекторов, член секции градостроительства.
Жила и работала в Москве. Умерла 21 февраля 1979 года. Похоронена в некрополе Донского монастыря.

## Реализованные проекты
- Комплекс детских учреждений в Нижнем Новгороде (1930, совместно с Е. А. Розенбаум)[3]
- Комплекс детского сада на 125 детей и яслей на 120 детей в районе Тушино в Москве (1934—1935)[3][4]
- Жилой район в Казани (1936—1937, осуществлён частично)[3]
- Детский сад, ясли и поликлиника в Нижнем Тагиле (1941—1942)[3]
- Дом для сирот в Нижнем Тагиле (1942—1943)[3]
- Горком КПСС в Нижнем Тагиле (1942—1943)[3]
- Застройка центральной части Нижнего Тагила (1944—1955)[3]
- План строительства Дзержинского района Нижнего Тагила (1947)[3]
- Архитектурно-планировочные работы в Красноуральске, Темиртау, Усолье-Сибирском, Коломне, Первоуральске (1948—1952)[3]
- Экспериментальный жилой район в Туле (1956)[3]
- Экспериментальный жилой район в Челябинске (1958—1959)[7]
- Посёлки для шахтёров Подмосковного угольного бассейна[5]
- Застройки района Второй Речки во Владивостоке (1962)[5][8]

## Награды и звания
- Заслуженный архитектор РСФСР (1969)[2][5]
- Орден Ленина (1958)[2]
- Орден «Знак Почёта» (1969)[4]
- Золотая медаль ВДНХ[4]
- Премия по конкурсу-смотру Госстроя РСФСР[4]